# Melba Montgomery
Melba Joyce Montgomery (* 14. Oktober 1938 in Iron City, Tennessee; † 15. Januar 2025 in Nashville, Tennessee) war eine US-amerikanische Country-Sängerin, die in den 1960er Jahren durch ihre Duette mit George Jones bekannt wurde.

## Anfänge
Melba Montgomery wuchs im ländlichen Tennessee auf. Sie begann ihre musikalische Laufbahn als Sängerin im Kirchenchor. Bei einem Talentwettbewerb wurde 1958 Roy Acuff auf sie aufmerksam und bot ihr eine Stelle in seiner Begleitband an. Sie blieb vier Jahre beim „King of Country Music“. In dieser Zeit begleitete sie ihn auf mehreren internationalen Tourneen und bei unzähligen Auftritten in der Grand Ole Opry. Beim kleinen Nugget-Label nahm sie zwei Singles auf, die jedoch nicht allzu erfolgreich waren.

## Karriere
1962 trennte sie sich von Acuff und unterschrieb einen Schallplattenvertrag beim Capitol-Label. Hier begann sie eine erfolgreiche Zusammenarbeit mit George Jones. 1963 nahm sie mit ihm ihren selbstkomponierten Song We Must Have Been out of Our Minds auf und erreichte damit Platz drei der Country-Charts. Ihr Soloaufnahmen, Hall of Shame und The Greatest One of All waren nicht ganz so erfolgreich. Auch die folgenden Duette mit Jones schafften es nur selten in die Top 20.
1965 gründete der Chef von United Artists Records (ein Tochterunternehmen des Filmstudios United Artists), Pappy Daily, sein eigenes Label, Musicor, und übernahm Jones und Montgomery. Zunächst spielte sie mit dem Pop-Sänger Gene Pitney ein Album ein, aus dem die Single Baby Ain’t That Fine ausgekoppelt wurde, die Platz 15 erreichte. Anschließend wurden erneut Schallplatten mit Jones veröffentlicht.
1969 wechselte sie zum Capitol-Label, wo sie mit Charlie Louvin (von den Louvin Brothers) ein Duo bildete, das bis 1973 zusammenblieb. Ihr erfolgreichster Song war Something to Brag About, der es bis in die Top-20 schaffte. Ihre eigenen Produktionen verkauften sich weiterhin nicht sonderlich gut. Erst nach einem Wechsel zum Elektra-Label 1974 gelang ihr mit der aus dem gleichnamigen Album ausgekoppelten Single No Charge der Durchbruch als Solistin. Der Song erreichte Platz eins der Country-Charts und platzierte sich auch in den Top 40 der Pop-Hitparade.
Dieser Erfolg konnte jedoch nicht mehr wiederholt werden. Sie kehrte noch einmal zu United Artists zurück und stand gelegentlich mit George Jones auf der Bühne. Danach verloren die großen Schallplattenfirmen das Interesse an ihr. Bei kleineren Labels veröffentlichte sie noch einige Alben, konnte sich aber nicht mehr in den Charts platzieren. Sie hatte aber weiterhin Auftritte und komponierte Songs. So nahmen auch lange nach ihren großen Erfolgen Country-Stars wie Sara Evans (If You Ever Want My Lovin’, 1997), Terri Clark (Cure for the Common Heartache, 1998) oder Jessica Andrews (Never Had It So Good, 2001) Lieder von Montgomery auf. Weitreichende Popularität erreichte auch ihre Komposition Out of Control Raging Fire, die als Duett 1993 von Tracy Byrd und Dawn Sears sowie 2001 von Patty Loveless und Travis Tritt aufgenommen wurde.
2010 veröffentlichte Montgomery mit Things That Keep You Going ein neues Album. Im Februar 2014 war sie als Stargast in der Marty Stuart Show im Fernsehen zu sehen. Sie starb im Januar 2025 im Alter von 86 Jahren in Nashville.

## Diskografie

### Studioalben
| Jahr | Titel                             | Höchstplatzierung, Gesamtwochen, AuszeichnungChartsChartplatzierungen (Jahr, Titel, Platzierungen, Wochen, Auszeichnungen, Anmerkungen) | Anmerkungen                     |
| Jahr | Titel                             | Country | Anmerkungen                     |
| ---- | --------------------------------- | --- | ------------------------------- |
| 1963 | What’s in Our Heart               | Country3 (16 Wo.)Country | mit George Jones                |
| 1964 | Bluegrass Hootenanny              | Country12 (12 Wo.)Country | United Artists mit George Jones |
| 1971 | Something to Brag About           | Country45 (2 Wo.)Country | mit Charlie Louvin              |
| 1971 | Baby You’ve Got What It Takes     | Country45 (2 Wo.)Country | mit Charlie Louvin              |
| 1974 | No Charge                         | Country14 (11 Wo.)Country |                                 |
| 1975 | Don’t Let the Good Times Fool You | Country47 (5 Wo.)Country |                                 |

grau schraffiert: keine Chartdaten aus diesem Jahr verfügbar
Weitere Studioalben
- 1964: America’s Number One Country & Western Girl Singer (United Artists)
- 1964: Down Home (United Artists)
- 1964: I Can’t Get Used To Being Lonely (United Artists)
- 1965: Being Together (mit Gene Pitney)
- 1966: The Hallelujah Road (Musicor)
- 1966: Country Girl (Musicor)
- 1966: Close Together (Musicor, mit George Jones)
- 1967: Melba Toast
- 1967: Don’t Keep Me Lonely Too Long
- 1967: Party Pickin’ (mit George Jones)
- 1967: I’m Just Living
- 1969: The Big Beautiful Country World of Melba Montgomery
- 1970: Don’t Keep Me Lonely Too Long
- 1973: Melba Montgomery
- 1975: The Greatest Gift of All
- 1977: Melba Montgomery
- 1982: I Still Care
- 1983: Audiograph Alive
- 1986: No Charge
- 1992: Do You Know Where Your Man Is
- 1997: This Time Around
- 2008: Studio 102 Essentials
- 2010: Things That Keep You Going

### Kompilationen
- 1964: A King & Two Queens (mit George Jones & Judy Lynn)
- 1965: Queens of Country Music (mit Dottie West)
- 1966: Famous Country Duets (mit George Jones & Gene Pitney)
- 1966: Blue Moon of Kentucky (mit George Jones)
- 1967: The Mood I’m In
- 1972: The Only Duets Ever Recorded (mit George Jones)
- 1974: Aching Breaking Heart
- 1994: George Jones and Melba Montgomery (mit George Jones)
- 1996: Vintage Collections: George Jones and Melba Montgomery (mit George Jones)
- 1998: First Ladies of Country (mit Norma Jean)
- 2002: Golden Moments

### Singles
| Jahr | Titel Album                                                        | Höchstplatzierung, Gesamtwochen, AuszeichnungChartplatzierungen (Jahr, Titel, Album, Platzierungen, Wochen, Auszeichnungen, Anmerkungen) | Höchstplatzierung, Gesamtwochen, AuszeichnungChartplatzierungen (Jahr, Titel, Album, Platzierungen, Wochen, Auszeichnungen, Anmerkungen) | Anmerkungen                                      |
| Jahr | Titel Album                                                        | US | Country | Anmerkungen                                      |
| ---- | ------------------------------------------------------------------ | --- | --- | ------------------------------------------------ |
| 1963 | We Must Have Been Out of Our Minds What’s in Our Heart             | — | Country3 (28 Wo.)Country | mit George Jones                                 |
| 1963 | What’s in Our Heart                                                | — | Country17 (7 Wo.)Country | mit George Jones                                 |
| 1963 | What’s in Our Heart                                                | — | Country20 (5 Wo.)Country | mit George Jones B-Seite von What’s in Our Heart |
| 1963 | Hall of Shame Down Home                                            | — | Country26 (6 Wo.)Country |                                                  |
| 1963 | The Greatest One of All Down Home                                  | — | Country22 (9 Wo.)Country |                                                  |
| 1964 | Please Be My New Love Blue Moon of Kentucky                        | — | Country31 (5 Wo.)Country | mit George Jones                                 |
| 1964 | Multiply the Heartaches What’s in Our Heart                        | — | Country25 (15 Wo.)Country | mit George Jones                                 |
| 1965 | Please Be My New Love Blue Moon of Kentucky                        | — | Country31 (5 Wo.)Country | mit George Jones                                 |
| 1966 | Close Together                                                     | — | Country70 (3 Wo.)Country | mit George Jones                                 |
| 1967 | Party Pickin’                                                      | — | Country24 (10 Wo.)Country | mit George Jones                                 |
| 1967 | What Can I Tell the Folks Back Home I’m Just Living                | — | Country61 (3 Wo.)Country |                                                  |
| 1970 | Something to Brag About                                            | — | Country18 (14 Wo.)Country | mit Charlie Louvin                               |
| 1971 | Did You Ever Baby You’ve Got What It Takes                         | — | Country26 (12 Wo.)Country | mit Charlie Louvin                               |
| 1971 | Did You Ever Baby You’ve Got What It Takes                         | — | Country30 (10 Wo.)Country | mit Charlie Louvin                               |
| 1971 | I'm Gonna Leave You                                                | — | Country60 (5 Wo.)Country | mit Charlie Louvin                               |
| 1971 | He’s My Man                                                        | — | Country61 (4 Wo.)Country |                                                  |
| 1972 | Baby What's Wrong with Us                                          | — | Country66 (4 Wo.)Country | mit Charlie Louvin                               |
| 1972 | A Man Likes Things Like That                                       | — | Country59 (6 Wo.)Country | mit Charlie Louvin                               |
| 1973 | Wrap Your Love Around Me Melba Montgomery                          | — | Country38 (11 Wo.)Country |                                                  |
| 1974 | He’ll Come Home Melba Montgomery                                   | — | Country58 (9 Wo.)Country |                                                  |
| 1974 | No Charge                                                          | US39 (10 Wo.)US | Country1 (16 Wo.)Country |                                                  |
| 1974 | Your Pretty Roses Came Too Late Don’t Let the Good Times Fool You  | — | Country67 (8 Wo.)Country |                                                  |
| 1974 | If You Want the Rainbow Don’t Let the Good Times Fool You          | — | Country59 (10 Wo.)Country |                                                  |
| 1975 | Don’t Let the Good Times Fool You                                  | — | Country15 (12 Wo.)Country |                                                  |
| 1975 | Searchin’ (For Someone Like You) Don’t Let the Good Times Fool You | — | Country45 (9 Wo.)Country |                                                  |
| 1975 | Love Was the Wind                                                  | — | Country67 (7 Wo.)Country |                                                  |
| 1977 | Never Ending Love Affair Melba Montgomery (1977)                   | — | Country83 (4 Wo.)Country |                                                  |
| 1977 | Never Ending Love Affair Melba Montgomery (1977)                   | — | Country22 (14 Wo.)Country |                                                  |
| 1980 | The Star                                                           | — | Country92 (2 Wo.)Country |                                                  |
| 1986 | The Star                                                           | — | Country92 (2 Wo.)Country |                                                  |

Weitere Singles
- 1962: Shoe Old Ranger
- 1962: I’m No Longer in Your Heart
- 1962: Your Picture (Keeps Smiling Back at Me)
- 1964: Suppose Tonight Would Be Our Last (mit George Jones)
- 1964: The Face
- 1964: Big Big Heartaches
- 1965: I Can’t Get Used to Being Lonely
- 1965: I Saw It
- 1965: I’ll Wait Till Seven
- 1965: Constantly
- 1965: House of Gold (mit George Jones)
- 1965: I Let You Go (mit George Jones)
- 1965: Blue Moon of Kentucky (mit George Jones)
- 1965: Baby Ain’t That Fine (mit Gene Pitney)
- 1966: Being Together (mit Gene Pitney)
- 1966: Don’t Keep Me Lonely Too Long
- 1966: Crossing Over Jordan
- 1966: My Tiny Music Box
- 1966: Won’t Take Long
- 1967: Twilight Years
- 1968: You Put Me Here
- 1968: Our Little Man (mit Judy Lynn)
- 1968: Hallelujah Road
- 1969: What’s to Become of What’s Left Me
- 1969: As Far as My Forgetting’s Got
- 1970: The Closer She Gets
- 1970: Eloy Crossing
- 1972: Hope I Never Love That Way Again
- 1975: He Loved You Right Out of My Mind
- 1977: Before the Pain Comes
- 1978: Leavin’ Me in Your Mind
- 1986: Straight Talkin’
- 1987: Almost Over the Line (mit Lee Dillard)
- 1992: Your Heart Turned Left